# 大涌镇
大涌鎮是中国广东省中山市下辖的一個鎮，俗稱隆都，位於中山市的西部，北部与橫欄鎮相连，東北与沙溪鎮毗邻，東南与中山市的南区接壤，南部与板芙鎮交界，西隔西江的分支磨刀門水道和江门市新会区大鰲鎮相望。大涌鎮總面積達45.5平方公里。

## 地理
大涌鎮地勢中高南北低，中部的丘陵地區，屹立著卓旗山、石龍山、灶地山等，以較偏北的卓旗山最高，海拔164米，南北兩邊是沖積平原，東西兩邊靠河流。

## 人口
大涌鎮內有10個村和1個社区。2000年常住人口約2.8萬，外來人口約2.7萬人，而祖籍該鎮移居港澳和海外的华人約有1萬人。2009年常住人口约3万，外来人口约4.5万。

## 歷史
早在元朝時已有人在大涌地區建村，由於瀕臨石岐海的河涌口，故古村名取名「大涌」。
大涌地區在南宋時屬德慶鄉，明朝屬龍眼都，清朝中期改屬隆都，大涌鎮之別名便由此而來。清末稱為隆鎮，民國時期先屬第二區（西鄉區），後改為安堂、南文、旗山等3個鄉。中华人民共和国建国後，大涌鎮先後歸屬：
- 1949年11月復歸屬第二區。
- 1953年3月改屬第十二區。
- 1955年8月改屬沙溪區。
- 1957年2月改稱大涌鄉。
- 1958年8月至10月改稱先鋒公社後歸併沙溪大公社。
- 1966年5月再從沙溪大公社分出，稱為大涌公社。
- 1983年11月廢公社改稱大涌區。
- 1986年12月改稱大涌鎮。

中国大陆实行改革開放政策后大涌鎮經濟發展蓬勃，人民生活水平提高。於1995年該鎮被中山市授予“小康達標鎮”；1999年成為“廣東省衛生鎮”；2000年成為“中山市體育先進鎮”，並連續多年被評為“發展教育先進鎮”。因為其紅木傢俬家具業的良好發展，於2002年被國家文化部授予“中國紅木雕刻藝術之鄉”美譽；2003年4月則被中國國家具協會封為“中國紅木傢俬專門城鎮”。

## 經濟

### 農業
大涌鎮的农产品有稻谷、塘魚、蔬菜、水果、甘蔗等。

### 工業
現時大涌鎮的工業多以私營和外資企業為主，民營經濟佔重要的位置。
大涌鎮被中山市政府指定發展紅木傢俬的傢俬工業重鎮，也是中國最大的紅木傢俬生產基地。追溯至1970年代大涌鎮傢俬家具業以小型工場運作為主，其後這些家庭式工場漸漸整合發展成大涌鎮的「龍頭工業」。2001年時，該鎮有496間經營紅木傢俬的企業。在2002年，大涌鎮的紅木傢俬生產量佔全國生產量60%，值5億9800萬人民幣，其具廣東特式的紅木傢俬可與江浙地區的紅木傢俬分庭抗禮。
大涌紅木傢俬以質量好、品種多、款式新穎、價錢合理而聞名各地，暢銷中外。在2001年成功舉辦中國首屆紅木家具發展研討會。為了追求更高的產品質素，大涌鎮成立了“中山市紅木傢具工程技術研究開發中心”，發展研究各種有關技術，例如該中心與西安交通大學合作研究水溶性油漆，涉及38万元人民幣的科研費，成功地研製出能夠減低成本、環保效能高的油漆；另外亦與廣州能源節約研究院合作研究電腦化焗漆技術。現時大涌鎮紅木傢俬產業正朝著產品設計註冊化、形象推廣和品牌發展方向邁進。
牛仔服製衣業是大涌鎮的第2大專門工業，並擁有一些國內外知名度高的品牌。中山市牛仔服裝工程技術研究開發中心於該鎮設立，以提高工業技術。此外，該鎮亦規劃了葵朗家具工業區、嵐田工業區、青崗紡織工業區及安堂洗水基地等。
大涌鎮的工業還有針織、陶瓷潔具、工藝製品、化纖材料、玩具、機械製造等行業。

## 特產
- 農業特產：大涌扣肉。
- 工業特產：紅木傢俬。

## 环境问题
近年来大涌的制衣洗水、红木傢俬等行业已经造成严重的环境染污问题，给本地居民的生活造成相当影响。当地政府只顾最大限度地提高其工业指标，莽顾当地居民的生活环境，大量的耕地山林被工厂侵占，卓旗山、石龍山、灶地山等被越挖越小、河道发黑，马路飞沙走石，空气污浊，当地居民只是敢怒不敢言。

## 外部連結
- 中山市大涌鎮人民政府 官方網站（页面存档备份，存于） （简体中文）

1. ↑  https://stats.zs.gov.cn/zwgk/tjxx/tjnj/content/post_1937766.html